# シフィエントスワヴァ・ポルスカ
シフィエントスワヴァ・ポルスカ（Świętosława Polska, ? - 1014年以降）は、ポーランド公女。スウェーデン王妃、のちデンマーク王妃。シグリッド（Sigrid）、グンヒルドまたはグンヒル（Gunhild）ともいわれる。

## 生涯
シフィエントスワヴァはポーランド公ミェシュコ1世の娘である。年代記作者ブレーメンのアダムによると、シフィエントスワヴァは最初にスウェーデン王エリク6世（在位：970年 - 995年）と結婚しオーロフをもうけたとされている。ただし、『ヘイムスクリングラ』によるとオーロフの母はシフィエントスワヴァではなく、別のシグリッド（Sigríð Storråda）である。オーロフはエリク6世の死後スウェーデン王となる（在位：995年 - 1022年）。
エリク6世が995年に死去したのち、シフィエントスワヴァはデンマーク王スヴェン1世（在位：985年 - 1014年）と結婚し、グンヒルとよばれた。スヴェン1世との間にはハーラル2世、クヌーズ2世（イングランド王としてはクヌート1世）およびエストリズをもうけたという。スヴェン1世はグンヒルを王妃の座から退け、代わりにシグリーズ（Sigríð Storråda、エリク6世の王妃であったシグリッド）と結婚した。グンヒルはポーランドに戻ったが、スヴェン1世が1014年に死去すると、2人の息子ハーラルおよびクヌーズによりデンマークに呼び戻された。

## 伝説上のグンヒル
『オーラヴ・トリュッグヴァソン王のサガ』によると、グンヒルはヴェンド人の王ブリスラヴの娘であるという。ブリスラヴについてはヴェンド人の王であったこと以外は不明である。デンマーク王スヴェン1世の妹タイア（チューリ）はブリスラヴと結婚したが、ブリスラヴのもとから逃げ、ノルウェー王オーラヴ1世と結婚し、オーラヴ1世にブリスラヴのところに遠征し、タイアの持参金であった「ヴェンドランド」を手に入れるよう説得し、オーラヴ1世はその通りに実行した。そしてその帰路でスヴォルドの海戦が起こった、という。